# Öreskoga

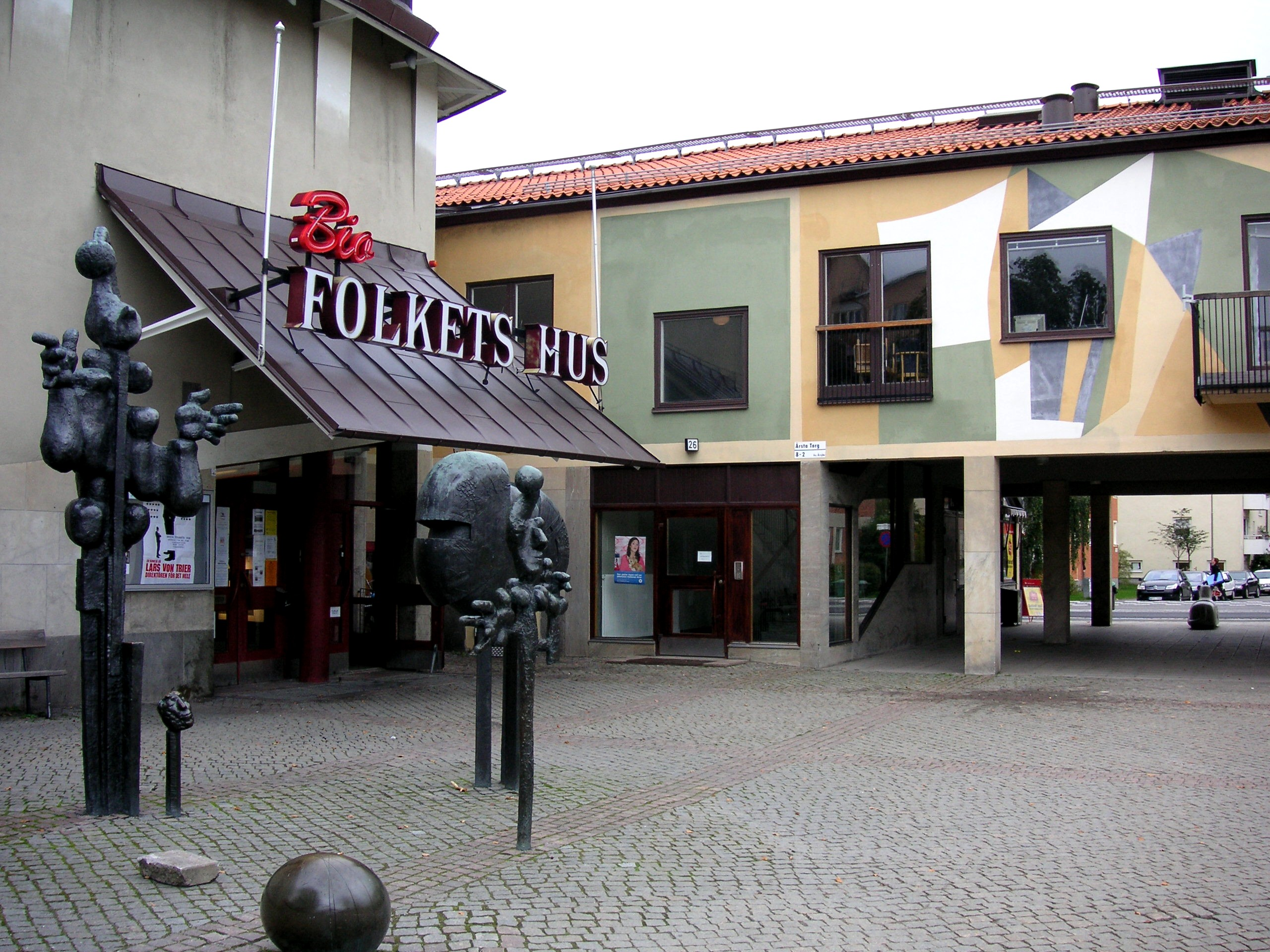
Årsta centrum i södra Stockholm, här 2007, fick 1994 agera ett torg i Öreskoga då Bert sändes som TV-serie, medan scenerna vid de ljusblå höghusen spelades in i Hagalund i Solna.

Öreskoga är en fiktiv ort i Sverige, i vilken den största delen av Bert-serien utspelar sig. Bert Ljung bor i denna ort, på Klosterstigen 18. I böckerna bor Berts familj i ett trevåningshus med sex lägenheter, medan han i TV-serien bor i ett höghus. Namnet Öreskoga är en kombination av Sören Olssons hemstad Örebro och Anders Jacobssons hemstad Karlskoga. Öreskoga är beläget någonstans i närheten av Karlskoga eller Örebro.

## Geografi
Vid Öreskoga finns en sjö som heter Nöckeln, där Bert och gänget brukar bada om sommaren. På omslaget till boken Bert och badbrudarna syns Bert simma i Nöckeln. Öreskoga har också en stadspark, där Bert och Nadja träffas under gamla eken i slutet av Berts dagbok, och dit Bert och Emilia går tillsammans på sommaren i Berts bravader.
I TV-serien visas torget ofta som samlingsplats för de lokala alkoholisterna.

## Politik och samhälle
Det nämns inte vilken kommun Öreskoga ingår i, men i Berts vidare betraktelser och Berts bravader nämns en kommunalnämndsordförande vid namn "Svante Brylén". I Berts bryderier nämns en tidning som heter Öreskogas Allehanda.

## Skolor

### Beckaskolan
Beckaskolan är en 1-9-skola där Bert går med sina klasskompisar. I den tecknade serien syns ofta ett skolhus på Beckaskolan som går i en vinkelhake. I TV-serien från 1994 syns mellanstadiet och högstadiet. Någon "lustigkurre" har varit framme och klottrat "bögstadium" på skolporten.
I böckerna har klass 6A, där Bert går, 15 elever. Klass 6 från Östbergsskolan, med 14 elever, införlivas med Berts klass inför 7:an (Berts vidare betraktelser). Klassen går under benämningen 7-9 A.
I Berts bekymmer utses skolan till "Sveriges i särklass mest mögelangripna skola".

#### Lärare
- "Banan-Boris", Berts ämneslärare i kemi på högstadiet
- Malte, Henrik Strutz, rektor
- Iris, kurator
- "Peruken", musiklärare på högstadiet
- Sonja Ek, Berts klasslärare på mellanstadiet

### Blåsjöskolan
Blösjöskolan är en mellanstadieskola där Gabriella går, belägen några kilometer från Berts hem. I Berts bekännelser tar sig Bert, som då går i 8:an, dit på moped för att träffa Gabriella som där går i 6:an. Han utger sig för att vara vikarie. I 7:an byter hon till Beckaskolan (Berts bekymmer).

### Jungbergska skolan
Jungbergska skolan är en 1-6-skola där Nadja går. I Berts första betraktelser utspelar sig bland annat där ett diskotek på skolan. I TV-serien utspelar sig en violinkonsert på skolan.
I 7:an byter Nadja till Beckaskolan (Berts vidare betraktelser).

### Österbergsskolan
På Österbergsskolan går de elever vars klass införlivas i Berts klass i samband med att de börjar 7:an (Berts vidare betraktelser).

## Sport
I Öreskoga finns sportklubben Öreskoga-Kamraternas Idrottsförening, namnet första gången nämnt i Bert och brorsorna, där Bert spelar fotboll, namnet nämns bland annat i Bert och brorsorna. Pojklaget leds av en fotbollstränare som heter Gordon. I Berts vidare betraktelser möter man "Böljas BK". I Berts bravader värvar Åke 9-åriga Charlie till 14-årslaget, som fortfarande i Berts bekännelser uppges spela i laget som 10-åring. I Berts bekännelser beskrivs hur laget under föregående år i en viktig regionalturnering slogs med publiken i första matchen, och stängdes av flera månader. Åke blev då arg och snodde domarkläder från ett omklädningsrum och dömde en flickmatch, men efter rugbyregler innan han åkte på en blåtira i pausen.
I Öreskoga finns också Öreskoga ishockeyklubb, som Åke beskyller för rasism då de inte rör den "svarta pucken" i Berts ytterligare betraktelser (vilket är första gången som ortnamnet nämns), i Berts bryderier möter de bland annat Bollehult.

## Evenemang
Om höstarna arrangeras en marknadsdag med tivoli och ponnyridning, som heter Höstskojet, vilket skildras i Berts bekymmer.